# Ville (Oise)
Ville és un municipi francès al departament de l'Oise (regió d'Alts de França). L'any 2007 tenia 767 habitants.

## Urbanisme
A l'1 de gener Ville és categoritzava  com un municipi rural d'hàbitat dispers, segons la nova reixa municipal de densitat a set nivells definida per l'INSEE l'any 2022. Està situat fora de la unitat urbana. D'altra banda el municipi és un dels municipis de la corona de l'àrea d'atracció de Noyon. Aquesta àrea, que agrupa 38 municipis, està classificada en les àrees de menys de 50.000 habitants.

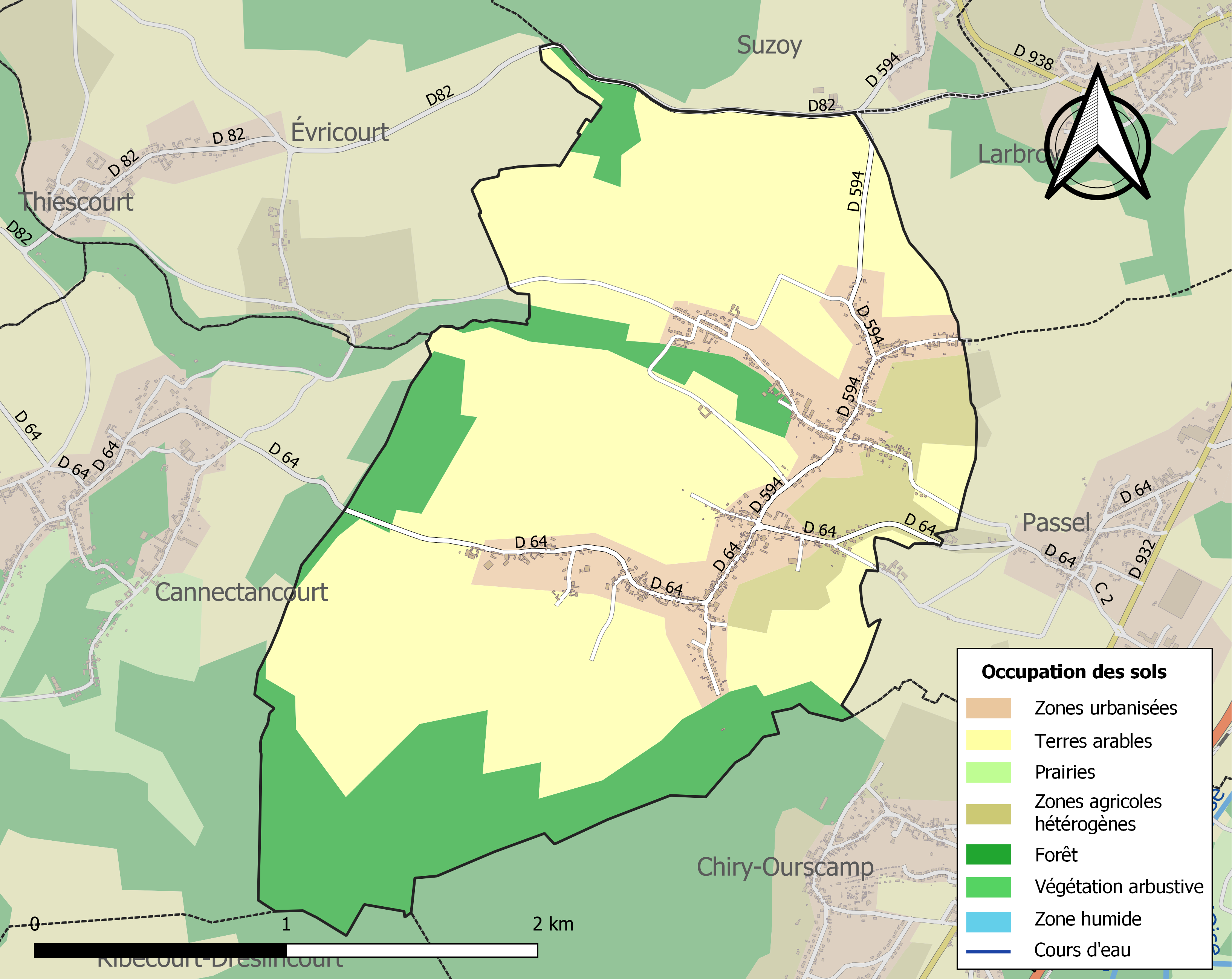
Mapa d'infraestructures i usos del sòl al municipi l'any 2018 (CLC).

L'ús del sòl del municipi, tal com es mostra a la base de dades europea d'ús del sòl biofísic Corine Land Cover (CLC), és majoritàriament agrícola (65,1 % el 2018), una proporció semblant a la del 1990 (65,3 %). El detall de la situació per a l'any 2018 és el següent: terra cultivable (59,2 %), boscos (22,1 %), zones urbanitzades (12,8 %), zones agrícoles heterogènies (5,9 %). L'evolució de l'ús del sòl al municipi i les seves infraestructures es pot observar en les diverses representacions cartogràfiques del territori Mapa de Cassini (segle XVIII), el mapa de l'estat major (1820-1866) i els mapes o fotos aèries de l'IGN del període actual (des del 1950).
Es preveia que al 2023 hi arribés la línia 675 de la xarxa interurbana d'Oise.

## Demografia

### Població
El 2007 la població de fet de Ville era de 767 persones. Hi havia 280 famílies de les quals 52 eren unipersonals (28 homes vivint sols i 24 dones vivint soles), 100 parelles sense fills, 120 parelles amb fills i 8 famílies monoparentals amb fills.
La població ha evolucionat segons el següent gràfic:

### Habitatges
El 2007 hi havia 311 habitatges, 285 eren l'habitatge principal de la família, 10 eren segones residències i 16 estaven desocupats. 307 eren cases i 4 eren apartaments. Dels 285 habitatges principals, 247 estaven ocupats pels seus propietaris, 34 estaven llogats i ocupats pels llogaters i 4 estaven cedits a títol gratuït; 5 tenien dues cambres, 43 en tenien tres, 80 en tenien quatre i 157 en tenien cinc o més. 240 habitatges disposaven pel capbaix d'una plaça de pàrquing. A 107 habitatges hi havia un automòbil i a 158 n'hi havia dos o més.

### Piràmide de població
La piràmide de població per edats i sexe el 2009 era:
| Homes | Edats   | Dones |
| ----- | ------- | ----- |
| 0     | 95 o +  | 0     |
| 0     | 90 a 94 | 8     |
| 0     | 85 a 89 | 0     |
| 0     | 80 a 84 | 0     |
| 12    | 75 a 79 | 8     |
| 16    | 70 a 74 | 16    |
| 24    | 65 a 69 | 20    |
| 16    | 60 a 64 | 20    |
| 20    | 55 a 59 | 4     |
| 24    | 50 a 54 | 32    |
| 16    | 45 a 49 | 24    |
| 28    | 40 a 44 | 20    |
| 40    | 35 a 39 | 36    |
| 8     | 30 a 34 | 17    |
| 32    | 25 a 29 | 32    |
| 24    | 20 a 24 | 28    |
| 24    | 15 a 19 | 16    |
| 40    | 10 a 14 | 16    |
| 40    | 5 a 9   | 12    |
| 24    | 0 a 4   | 12    |

## Economia
El 2007 la població en edat de treballar era de 502 persones, 373 eren actives i 129 eren inactives. De les 373 persones actives 339 estaven ocupades (187 homes i 152 dones) i 34 estaven aturades (19 homes i 15 dones). De les 129 persones inactives 50 estaven jubilades, 32 estaven estudiant i 47 estaven classificades com a «altres inactius».

### Ingressos
El 2009 a Ville hi havia 287 unitats fiscals que integraven 779 persones, la mediana anual d'ingressos fiscals per persona era de 18.219 €.

### Activitats econòmiques
Dels 12 establiments que hi havia el 2007, 1 era d'una empresa extractiva, 1 d'una empresa alimentària, 4 d'empreses de construcció, 1 d'una empresa de comerç i reparació d'automòbils, 1 d'una empresa de transport, 1 d'una empresa d'hostatgeria i restauració, 1 d'una empresa financera, 1 d'una empresa de serveis i 1 d'una entitat de l'administració pública.
Dels 3 establiments de servei als particulars que hi havia el 2009, 2 eren fusteries i 1 electricista.
L'únic establiment comercial que hi havia el 2009 era una fleca.
L'any 2000 a Ville hi havia 8 explotacions agrícoles que ocupaven un total de 88 hectàrees.

## Equipaments sanitaris i escolars
El 2009 hi havia una escola elemental integrada dins d'un grup escolar amb les comunes properes formant una escola dispersa.

## Poblacions properes
El següent diagrama mostra les poblacions més properes.